# 電照街

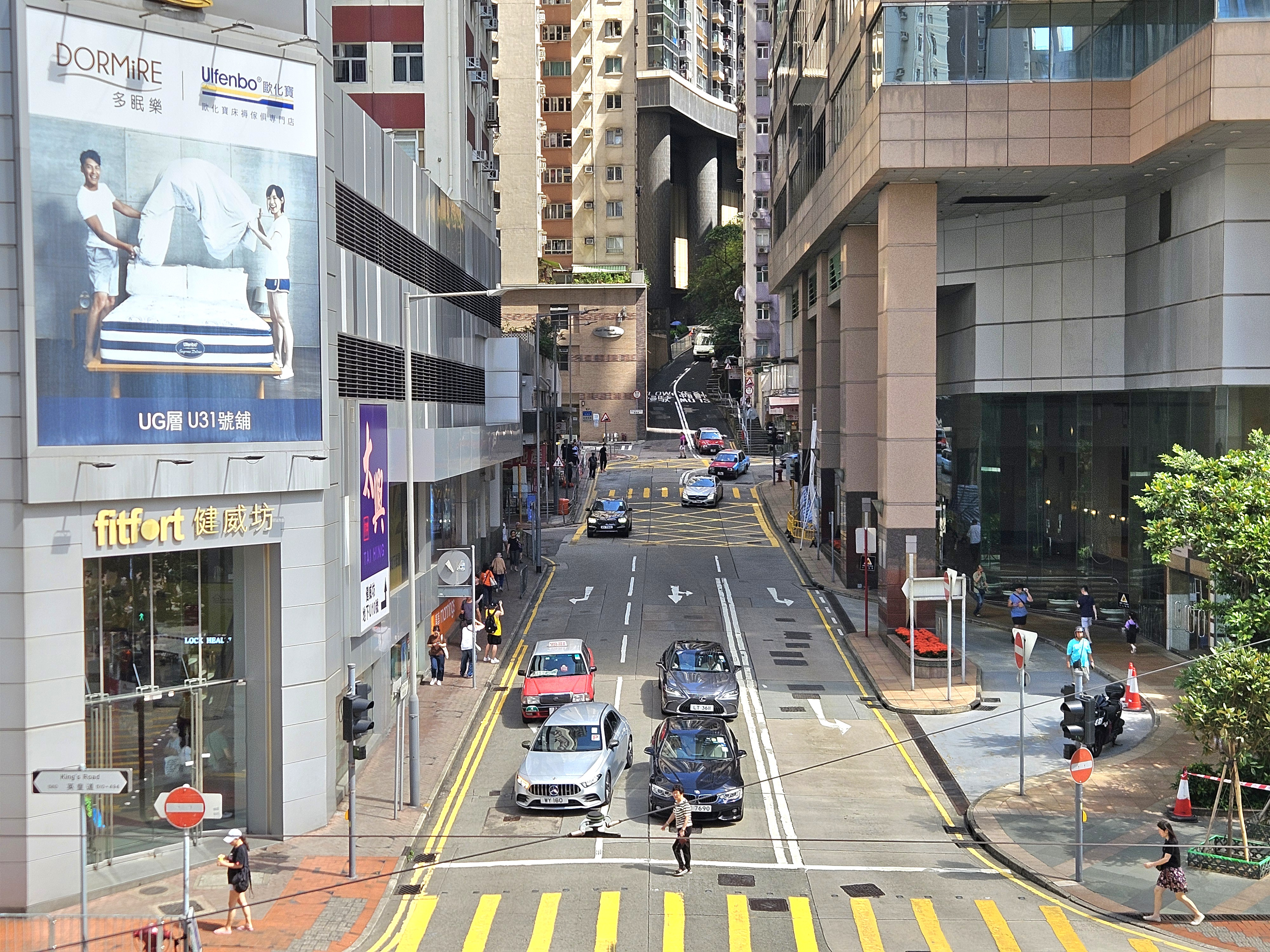
電照街近港運城一段

電照街（英語：Tin Chiu Street），是一條南北走向的街道，位於香港港島北角。1958年，政府屋宇建設委員會於該處興建北角邨東風車樓A、B及C座。 附近建築包括港運城、健威花園、啟基學校（港島）及海關總部大樓。而英皇道遊樂場原址前身是北角戰俘營的一部分。

## 插針建屋
2016年9月，港府提出將北角電照街遊樂場0.12公頃土地改建單幢居屋，環保團體批評政府「盲搶地」，會阻擋通風。到2017年3月，城規會無視441份反對意見，通過規劃。遊樂場將重置到一街之隔的海傍。2020年2月28日遊樂場關閉，居屋發展工程啟動。

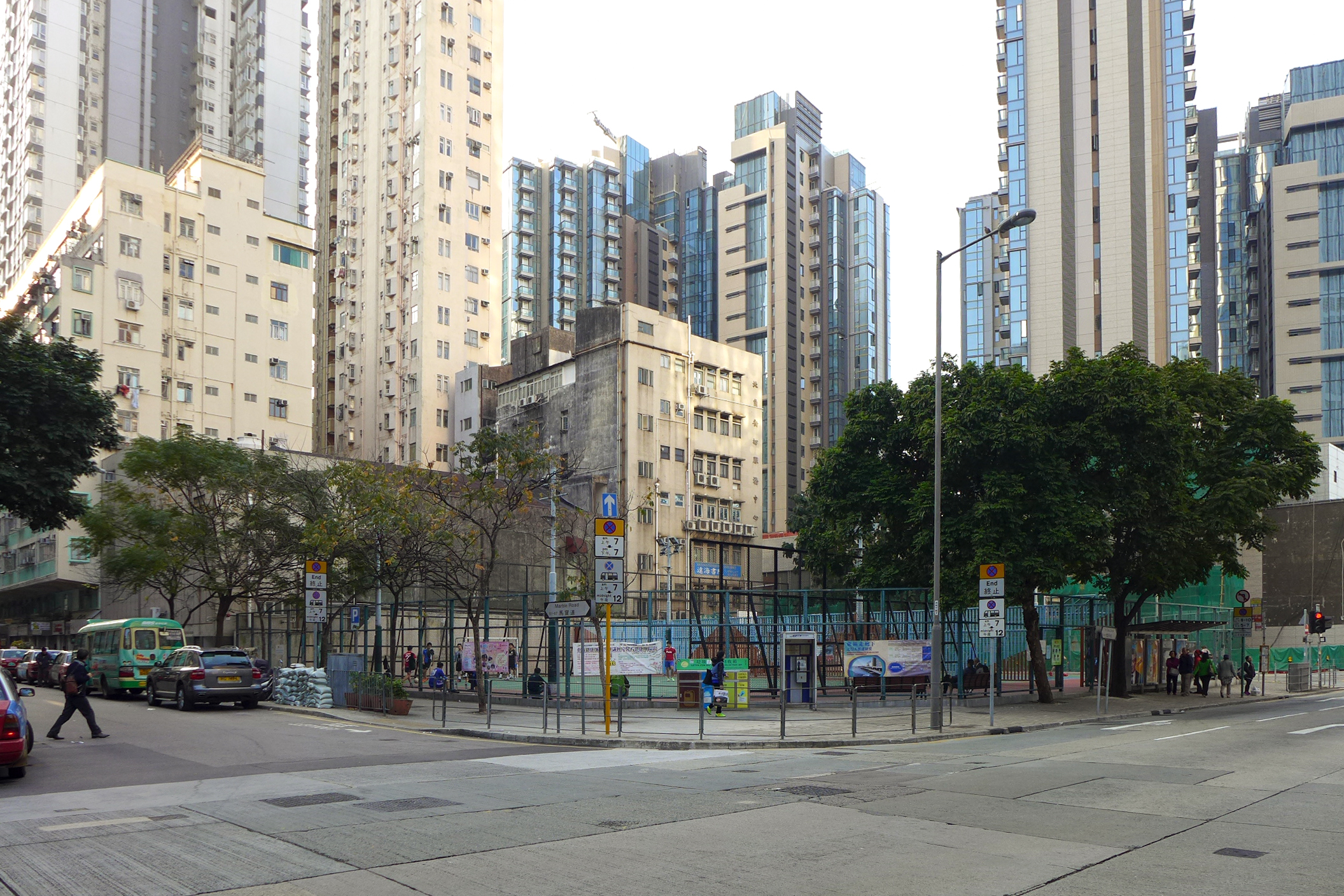
動工前為足球與籃球場，2017年1月
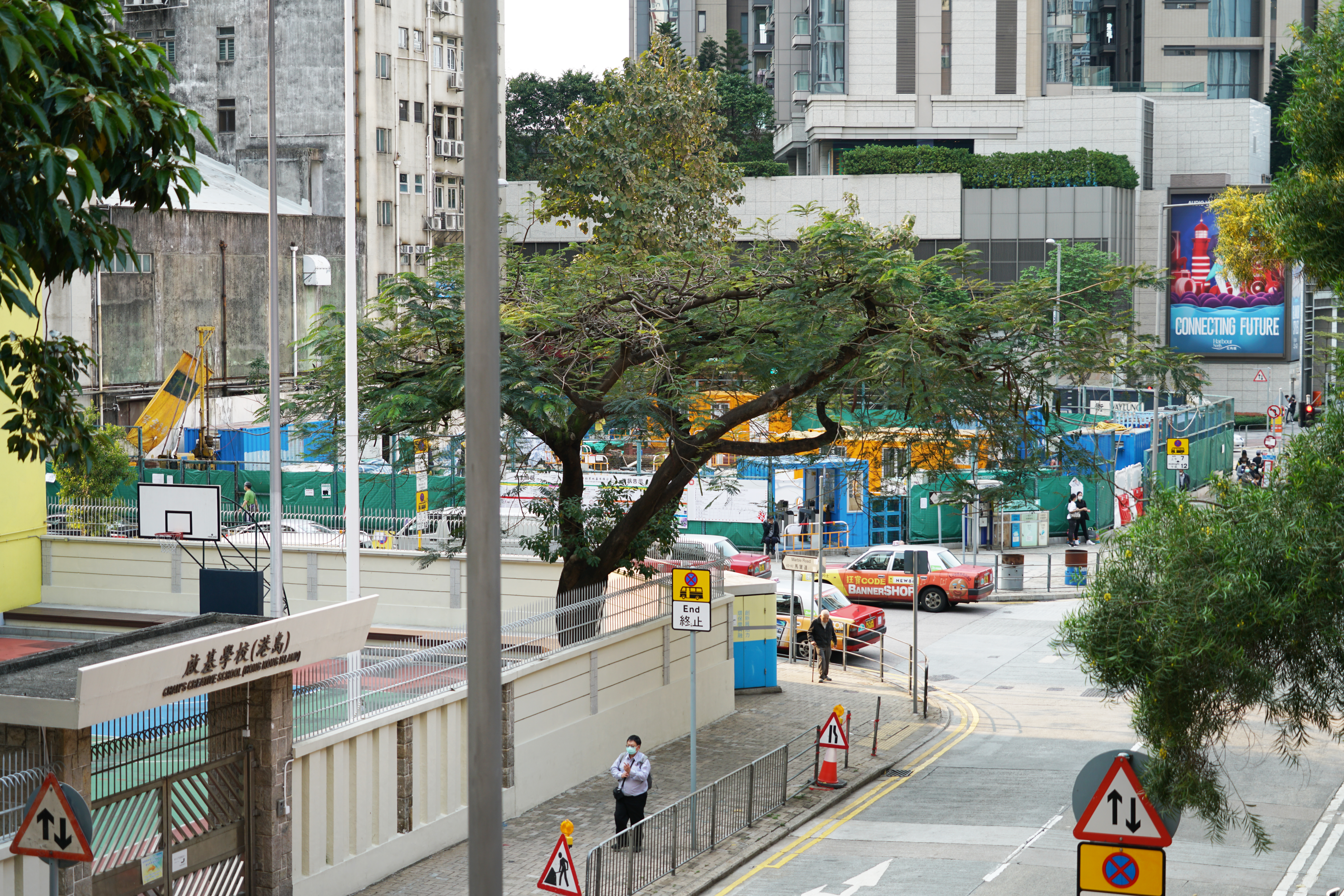
前期工程，2020年4月

## 外部連結
- 電照街地圖